# ららぽーと磐田

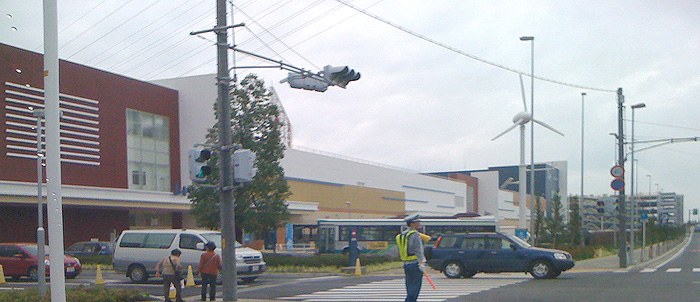
建物外観の一部

ららぽーと磐田（ららぽーといわた）とは、静岡県磐田市にある三井不動産商業マネジメント運営のショッピングセンターである。

## 概要
磐田市高見丘の遠州豊田PA周辺土地区画整理事業地内に、ららぽーととしては6施設目、また静岡県初進出として、2009年（平成21年）6月25日に開業した。
本施設事業地は、内閣府によって地域再生計画認定を受け、さらに「全国都市再生モデル調査地区」に選定の上、整備が進められ、磐田市によって工場、物流、商業施設が誘致された。また本施設の隣接地において、クア・アンド・ホテルによる大規模宿泊施設の建設が予定されているが、着工はしていない。
本施設は鉄骨造地下1階 地上4階建。売り場は3層で、核テナントにはオークワが運営するパレマルシェ、そのほか磐田市が情報発信拠点を設けたほか、3階にTOHOシネマズららぽーと磐田が入った。また東名高速道路遠州豊田パーキングエリアに隣接し、ETC専用スマートインターチェンジからダイレクトなアプローチが可能となっている。
事業者の三井不動産は、プレスリリースにおいて「ショッピングや飲食、エンターテインメントに対する地域の幅広いニーズに応えるとともに、施設で過ごす時間そのものの快適さ、楽しさを提供する事で、地域コミュニティの核となることを目指す。」と述べた。
周辺には、公園がある。

## 歴史・沿革
- 2009年（平成21年）
  - 6月25日 - オープン。
  - 7月12日 - 「第24回国民文化祭しずおか2009」100日前イベントを開催。
  - 7月23日 - TOHOシネマズららぽーと磐田がオープン。
- 2015年（平成27年）
  - 9月19日 - 大規模リニューアル第1期目がオープン[9]。
  - 10月24日 - 大規模リニューアル第2期目がオープン。

## 主なテナント

### 食料品
- パレマルシェ（2019年（令和元年）9月閉店） → エブリィビッグデー（2020年（令和2年）1月29日開店）

### 専門店

#### ファッション
- ユニクロ
- ライトオン
- ZARA
- MAOZI
- COEN
- SM2 keittio
- クレアーズ
- CRACK STEP
- oneway/byebye
- いそがせ
- アクシーズファム
- マーレマーレデイリーマーケット
- ジンズグローバルスタンダード
- Beau Palais
- Pin Curl
- B-Three
- MALE&Co.
- アモスタイル
- RNAメディア
- FAR EAST FAR WEST
- タイセイ (アパレル)
- パレモ
- ブルーメイト
- COX
- V-EX by VENCE
- SPIGA
- Beach Sound
- インザグルーヴ
- earth music&ecology
- Ikka
- ママイクコ
- アズール バイ マウジー
- ハービーシェード
- THESHOP TK MIXPICE
- メルローズクレール
- EASTEND GIRLS

#### IWATA FOOD STYLE
- ルピシア
- リルドーナツ
- 又一庵
- 菓匠夢処
- 太子堂
- カルディコーヒーファーム
- 玉華堂
- ドンク
- わくわく広場
- D.C.cafe PAGODA
- niko gifts & sweets

#### フードコートなど
- ビッグボーイ
- ゴディバ
- のっけ家
- パスタ屋一丁目
- ラ・カンティーナ
- スターバックスコーヒー
- 花門亭
- 札幌ラーメン すみれ

#### 生活・趣味雑貨
- アディダス
- ラッシュジャパン
- ノジマ（実質的に磐田市内の店舗を移転。）
- タワーレコード
- テーラーメイドゴルフ
- ゼビオ
- サンリオギフトゲート
- 島村楽器
- PLAZA
- 谷島屋書店
- ザ・ボディショップ
- 無印良品
- KIKUCHI
- 赤ちゃん本舗
- ラバーズルーム
- ぶぶ
- 中央コンタクト

#### 服飾雑貨
- ABC-MART
- エスペランサ
- ラバーズシーン
- チュチュアンナ
- ストーンマーケット
- 靴下屋
- ツツミ
- リーガルシューズ
- MUK

#### サービス・他
- TOHOシネマズ ららぽーと磐田
- エイチ・アイ・エス
- 保険見直し本舗
- ピュアネイル
- マジックミシン
- ヴィーナスガーデン久野屋
- ドコモショップ
- リラックス
- プライスカット
- リサイクルキング
- ホリスティックガーデン
- avanzto/mods hair

## 設備
- 冷蔵コインロッカー
- キッズトイレ
- ATM
  - 浜松磐田信用金庫
  - スルガ銀行
  - 静岡銀行

## TOHOシネマズららぽーと磐田
TOHOシネマズ ららぽーと磐田（トウホウシネマズ ららぽーといわた）は、ららぽーと磐田の3階に所在するTOHOシネマズ運営のシネマコンプレックス（映画館）。静岡県内としては浜松（2000年11月20日開業）・サンストリート浜北（2007年8月10日開業）に続く3サイト目のTOHOシネマズ直営館で、10スクリーン／1,642席（車椅子21席）を有している。
かつて磐田市域には映画館が複数存在しており、1955年時点で磐田市内で5館、後の合併相手となる竜洋町掛塚に1館、福田町に2館の計8館が存在していた。全国の映画館の観客動員数がピークに達した1958年頃に掛塚劇場が閉館したのを皮切りに市域の映画館は徐々に減少。1983年10月に最後まで残った「磐田中活劇場」が閉館して以降、TOHOシネマズ開館まで26年のブランクが生じる事となった。中活閉館から4年後の1987年に生まれた磐田市出身女優・長澤まさみは、幼い頃に磐田市民文化会館の上映会で映画を鑑賞したという。
当初の運営会社はコロナワールドの予定で、実際に同年2月までコロナ仕様の内装工事をしていたが、諸事情によりTOHOシネマズに変更された経緯がある。
| No. | 座席数 | 座席数 | サイズ(m) | サイズ(m) | 備考 |
| No. | 通常   | 車椅子 | 縦        | 横        | 備考 |
| --- | ------ | ------ | --------- | --------- | ---- |
| 1   | 170    | 2      | 4.2       | 10.2      |      |
| 2   | 138    | 2      | 4.2       | 10.0      |      |
| 3   | 130    | 2      | 3.4       | 8.0       |      |
| 4   | 331    | 3      | 5.3       | 12.6      |      |
| 5   | 150    | 2      | 3.7       | 8.8       |      |
| 6   | 107    | 2      | 3.5       | 8.3       |      |
| 7   | 135    | 2      | 3.8       | 9.3       |      |
| 8   | 108    | 2      | 4.2       | 10.2      |      |
| 9   | 203    | 2      | 4.5       | 10.7      |      |
| 10  | 170    | 2      | 4.1       | 9.8       |      |

## 周辺施設
- クア・アンド・ホテル磐田健康ランド（仮称、計画中）

## アクセス
施設内にららぽーと磐田バス停があり、30磐田天竜線（磐田駅方面 / 山東方面）が発着している。以前は磐田市バスも停車していた。
自家用車利用の場合、東名高速道路 遠州豊田スマートインターチェンジから約500メートル、磐田インターチェンジから約2キロメートル。なお遠州豊田パーキングエリアに車を駐車してのアクセスは不可。

## 近隣ショッピングセンター
- 浜松プラザ
- イオンモール浜松志都呂
- イオンモール浜松市野
- サンストリート浜北
- プレ葉ウォーク浜北

## テレビ番組
- 日経スペシャル ガイアの夜明け ショッピングセンター戦国時代～復活なるか“小売りの覇者”～（2009年4月14日、テレビ東京）[13]。- 地域活性化の取り組みを取材。